# Merete Juhl
Merete Juhl (født 10. august 1972 i Røved, Favrskov Kommune) er en dansk politolog og tidligere diplomat, der fra 2022 til 2024 var administrerende direktør for Landbrug & Fødevarer.
Forinden var hun ambassadør i adskillige lande, senest Libanon og Jordan, på Danmarks ambassade i Beirut, hvor hun også var charge d’affaires i Syrien.

## Baggrund
Merete Juhl er opvokset på slægtsgården Vældegård ved Røved mellem Randers og Aarhus.
I 1998 læste Juhl en master i Europæisk Politik på Europakollegiet i Brügge, og blev i 1999 kandidat i statskundskab fra Aarhus Universitet. I løbet af uddannelsen var hun på studieophold hos Landbrugsraadet i Bruxelles og på Harvard Universitet i USA.
Fra 2000 og frem til 2022 var Merete Juhl ansat i Udenrigsministeriet. Ansættelsen indebar en stribe internationale stillinger og udstationeringer. Siden 2013 har Juhl bestredet tre ambassadørposter – først i Ukraine, Georgien og Armenien, dernæst i De Forenede Arabiske Emirater og endelig siden 2018 i Libanon og Jordan.
I 2021 købte Merete Juhl herregården Store Flinterup på Vestsjælland inklusive knap 200 hektar, der er bortforpagtet og drives økologisk.
Fra august 2022 har Juhl været administrerende direktør i interesseorganisationen Landbrug & Fødevarer, der repræsenterer den danske fødevareklynge bestående af danske landmænd og virksomheder. Hun blev afskediget i november 2024, da man ønskede en anden profil i front.
- 2022-2024 : Administrerende direktør i Landbrug & Fødevarer
- 2018-2022: Ambassadør i Libanon, Jordan og chargé d’affaires i Syrien, Danmarks ambassade i Beirut.
- 2015-2018: Ambassadør i De forenede arabiske emirater og Qatar, samt Danmarks faste repræsentant i International Renewable Energy Agency, Danmarks ambassade i Abu Dhabi
- 2013- 2015: Ambassadør i Ukraine, Georgien og Armenien, Danmarks ambassade i Kyiv.
- 2010- 2012: Udenrigsministeriet, chef for Invest in Denmark, innovation partnerskaber og eksportfremstød.
- 2007-2010: Handelschef, Den danske ambassade Berlin.1999-2007: En række internationale stillinger i Danmark og udlandet.